# Sântana de Mureș
Sântana de Mureș alte Schreibweise Sîntana de Mureș [sɨntˈana de mureʃ] (ungarisch Marosszentanna und Szentanna) ist eine Gemeinde im Kreis Mureș in der Region Siebenbürgen in Rumänien. 

## Geographische Lage

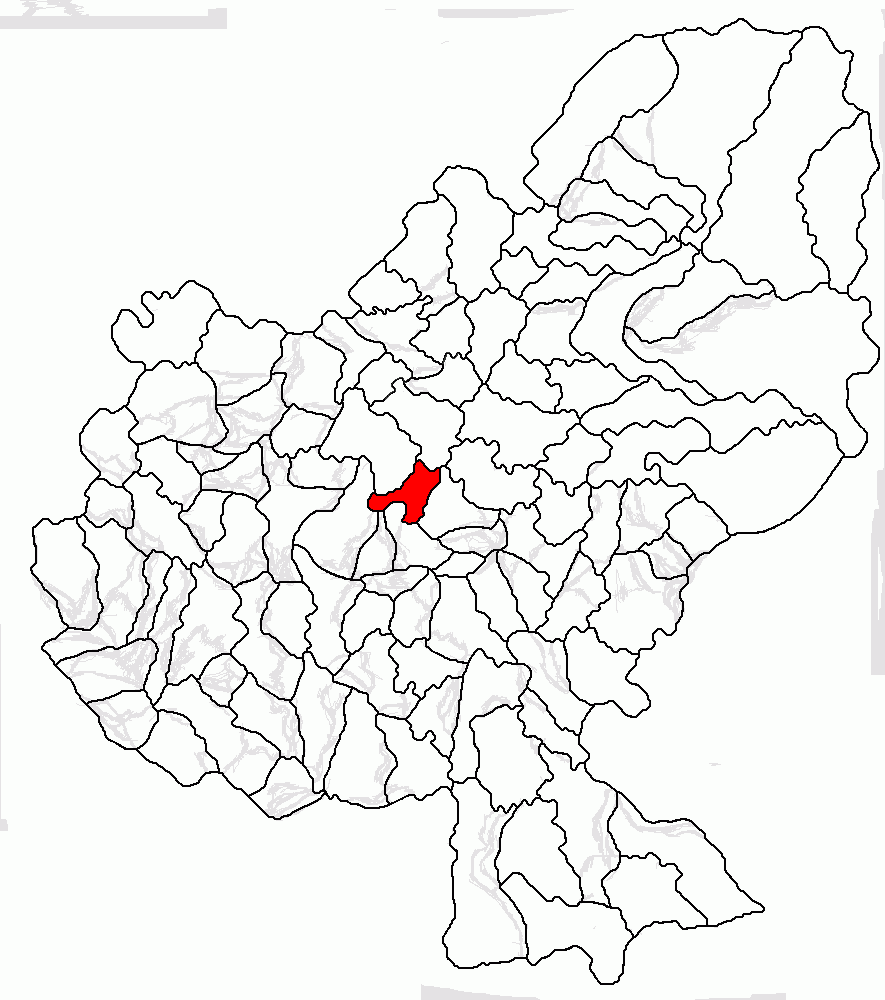
Lage der Gemeinde Sântana de Mureș im Kreis Mureș

Die Gemeinde Sântana de Mureș liegt im Siebenbürgischen Becken nördlich des Kokel-Hochlands (Podișul Târnavelor). Im Zentrum des Kreises Mureș an der Mündung des Baches Iceni in den Mureș (Mieresch) und etwas östlich des Drum național 15E, befindet sich der Ort Sântana de Mureș etwa drei Kilometer nördlich von der Kreishauptstadt Târgu Mureș (Neumarkt am Mieresch) entfernt.

## Geschichte
Der Ort Sântana de Mureș, von Szekler gegründet, wurde 1332 erstmals urkundlich erwähnt. Auf dem Areal des Ortes wurde ein Gräberfeld dem 3. oder 4. Jahrhundert; zahlreiche archäologische Funde der Völkerwanderungszeit zugeordnet. Eine Römerstraße auf dem Gebiet von Sântana de Mureș verläuft in nordöstliche Richtung bis nach Călugăreni ein Dorf der Gemeinde Eremitu. Römerstraßen sind auch auf dem Areal der eingemeindeten Dörfer Chinari (Schlossberg) und Curteni (ungarisch Udvarfalva) vorhanden.
Im 17. und 18. Jahrhundert war der Ort Besitz der ungarischen Adelsfamilie Lázár.
Im Königreich Ungarn gehörte die Gemeinde dem Stuhlbezirk Maros alsó (Unter-Maros) im Komitat Maros-Torda und anschließend dem historischen Kreis Mureș und ab 1950 dem heutigen Kreis Mureș an.

## Bevölkerung
Die Bevölkerung der Gemeinde Sântana de Mureș entwickelte sich wie folgt:
| 1850 | 1.837 | 1.088 | 613   | - | 136            |
| 1930 | 2.988 | 1.453 | 1.444 | - | 91             |
| 1977 | 4.316 | 1.834 | 2.333 | - | 149            |
| 2002 | 4.266 | 1.887 | 1.984 | 3 | 392            |
| 2011 | 5.723 | 2.868 | 2.309 | 8 | 538 (Roma 387) |
| 2021 | 6.612 | 3.545 | 2.169 | 4 | 894            |

Seit 1850 wurde auf dem Gebiet der heutigen Gemeinde die höchste Einwohnerzahl und gleichzeitig die der Rumänen und der Roma (430) 2021 registriert. Die höchste Anzahl der Magyaren wurde 1977, die der Rumäniendeutschen (18) 1880 ermittelt.

## Sehenswürdigkeiten
- In Sântana de Mureș die reformierte Kirche Ende 13. Anfang des 14. Jahrhunderts errichtet, steht unter Denkmalschutz.[8]
- Auf dem Areal des eingemeindeten Dorfes Chinari eine Wallburg im 9. oder 13. Jahrhundert errichtet, etwa zwei Kilometer nordwestlich vom Dorf entfernt, und die reformierte Kirche[9] im 13. bis 16. Jahrhundert errichtet und 1911 erneuert, stehen unter Denkmalschutz.[8]

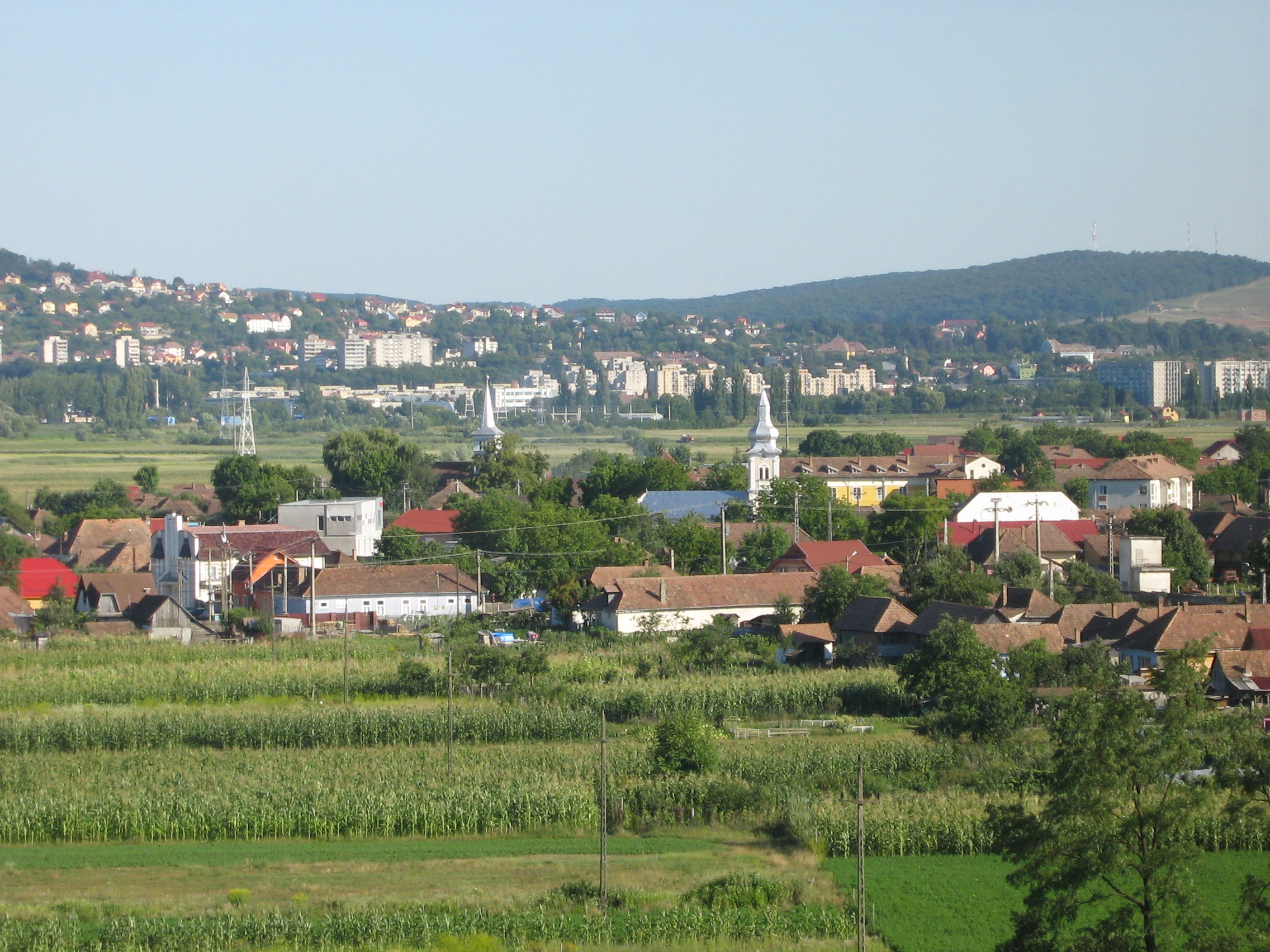
Blick auf Sântana de Mureș
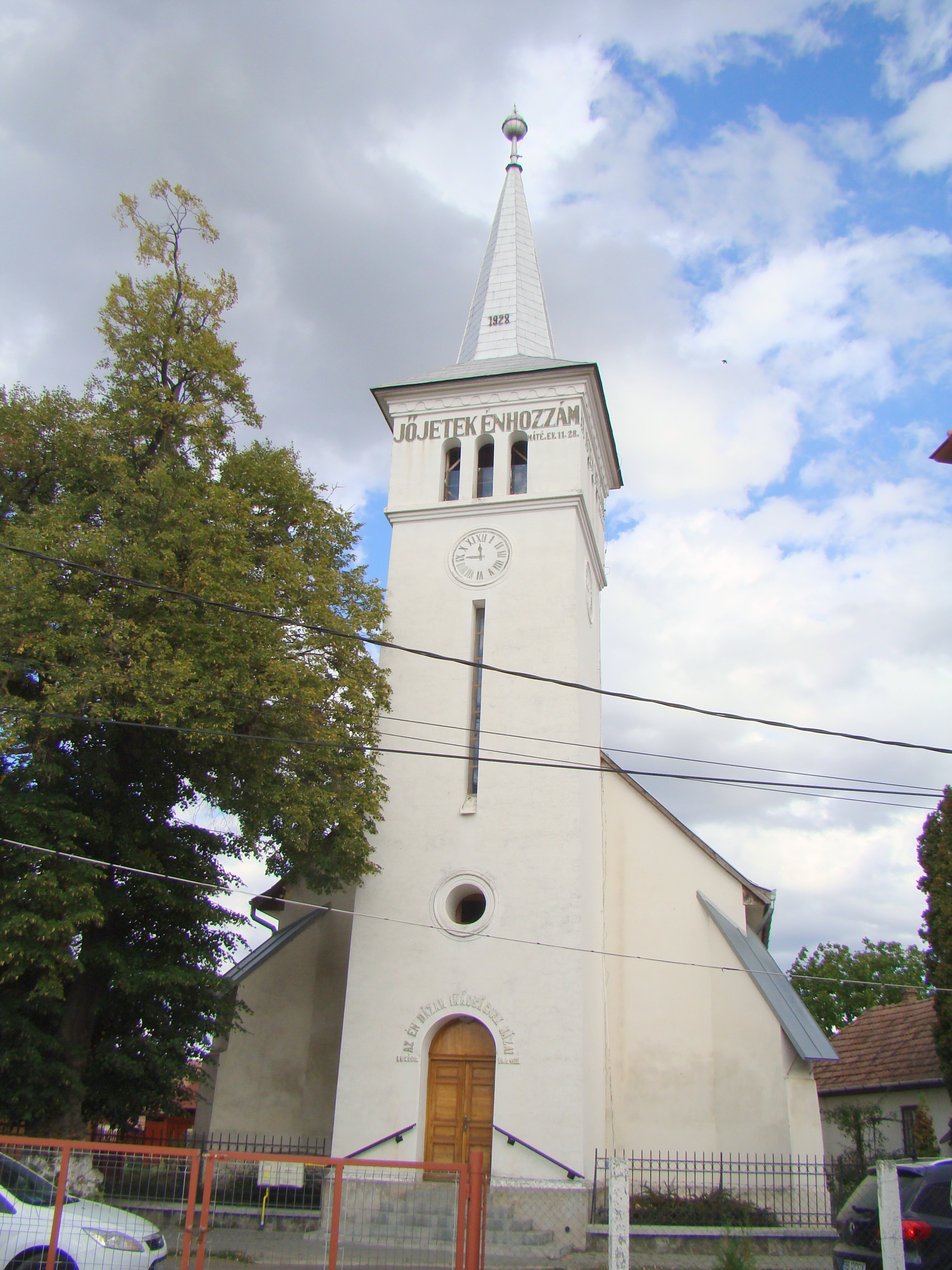
Reformierte Kirche in Sântana de Mureș
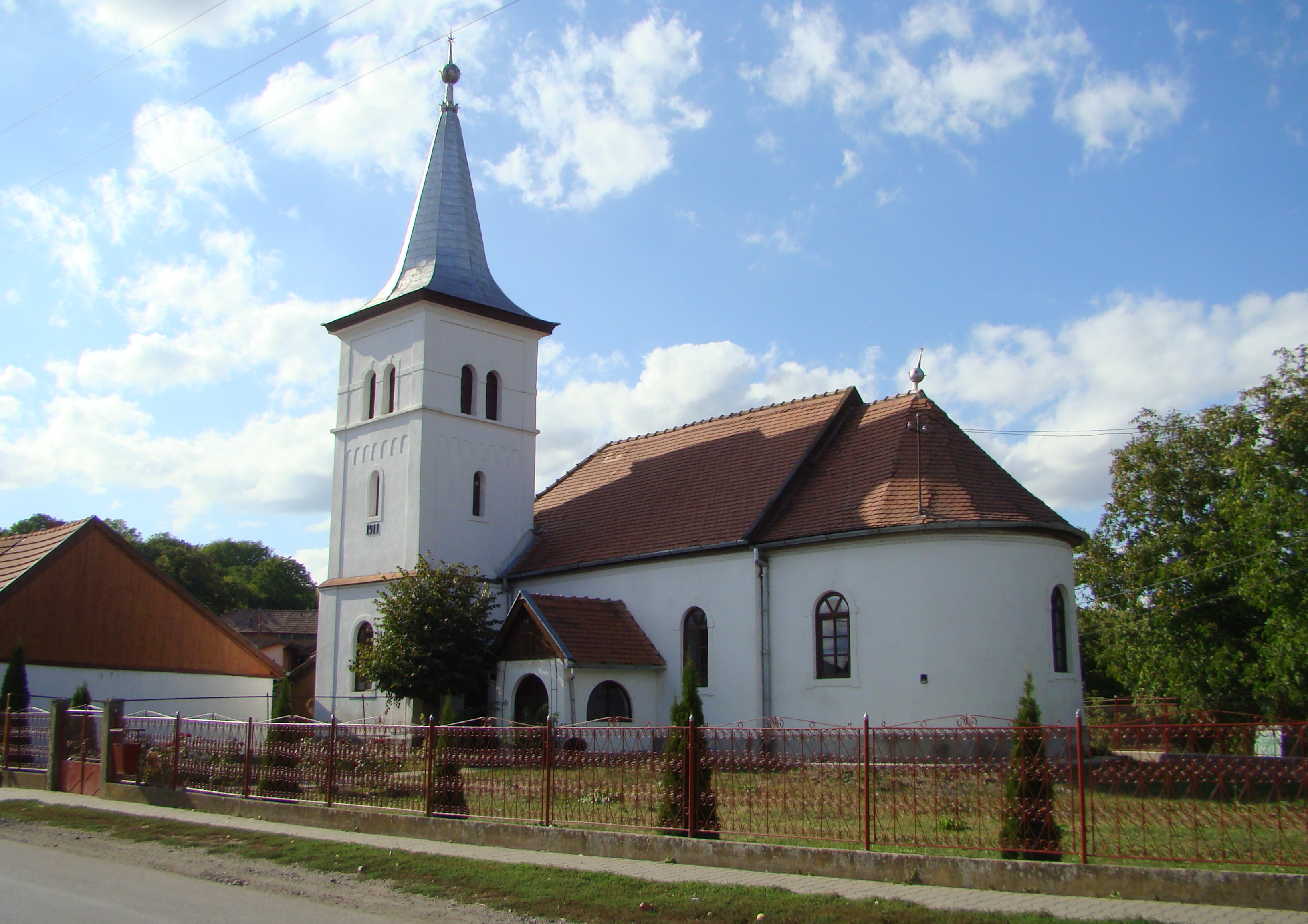
Reformierte Kirche in Chinari
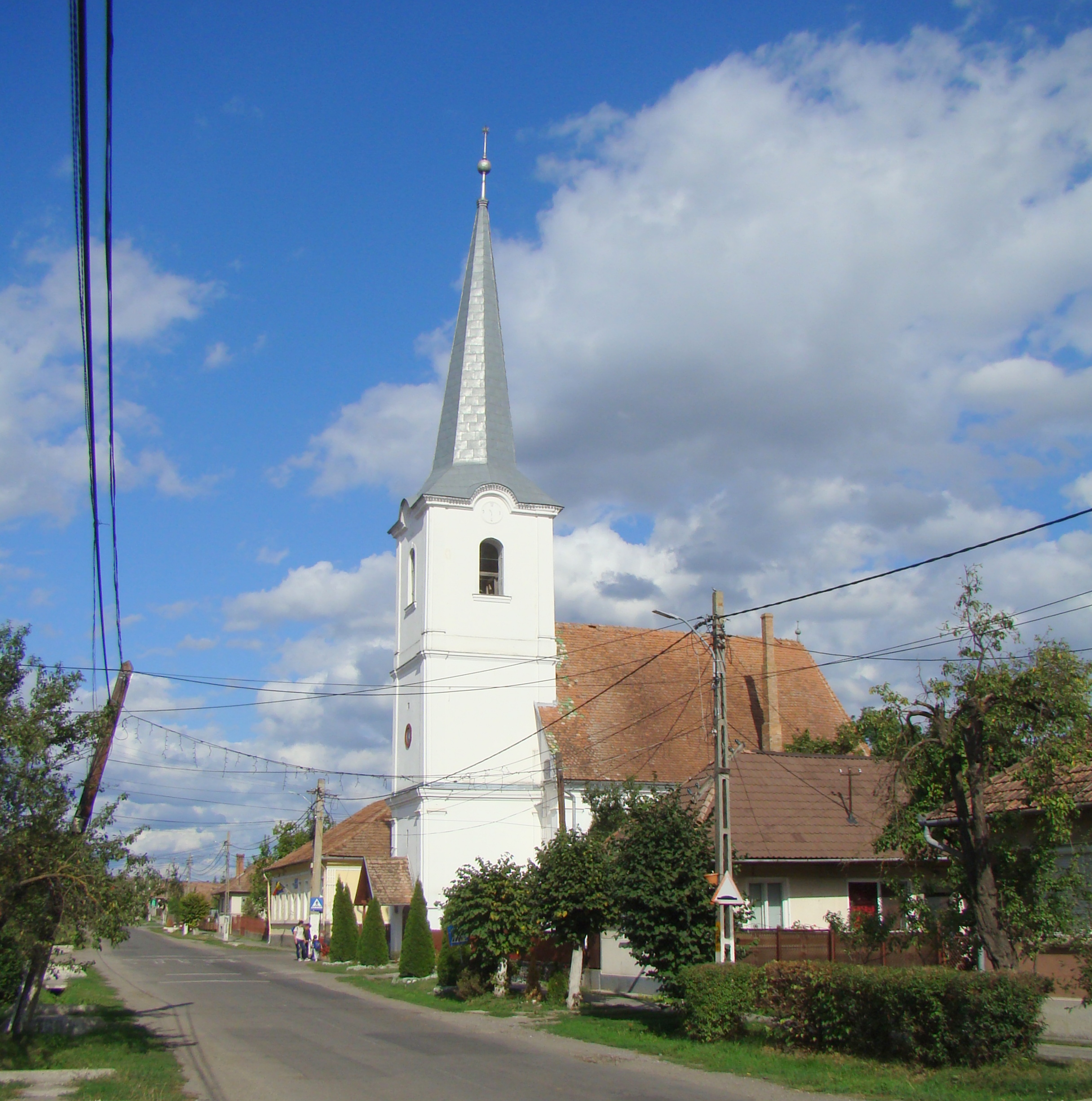
Reformierte Kirche in Curteni
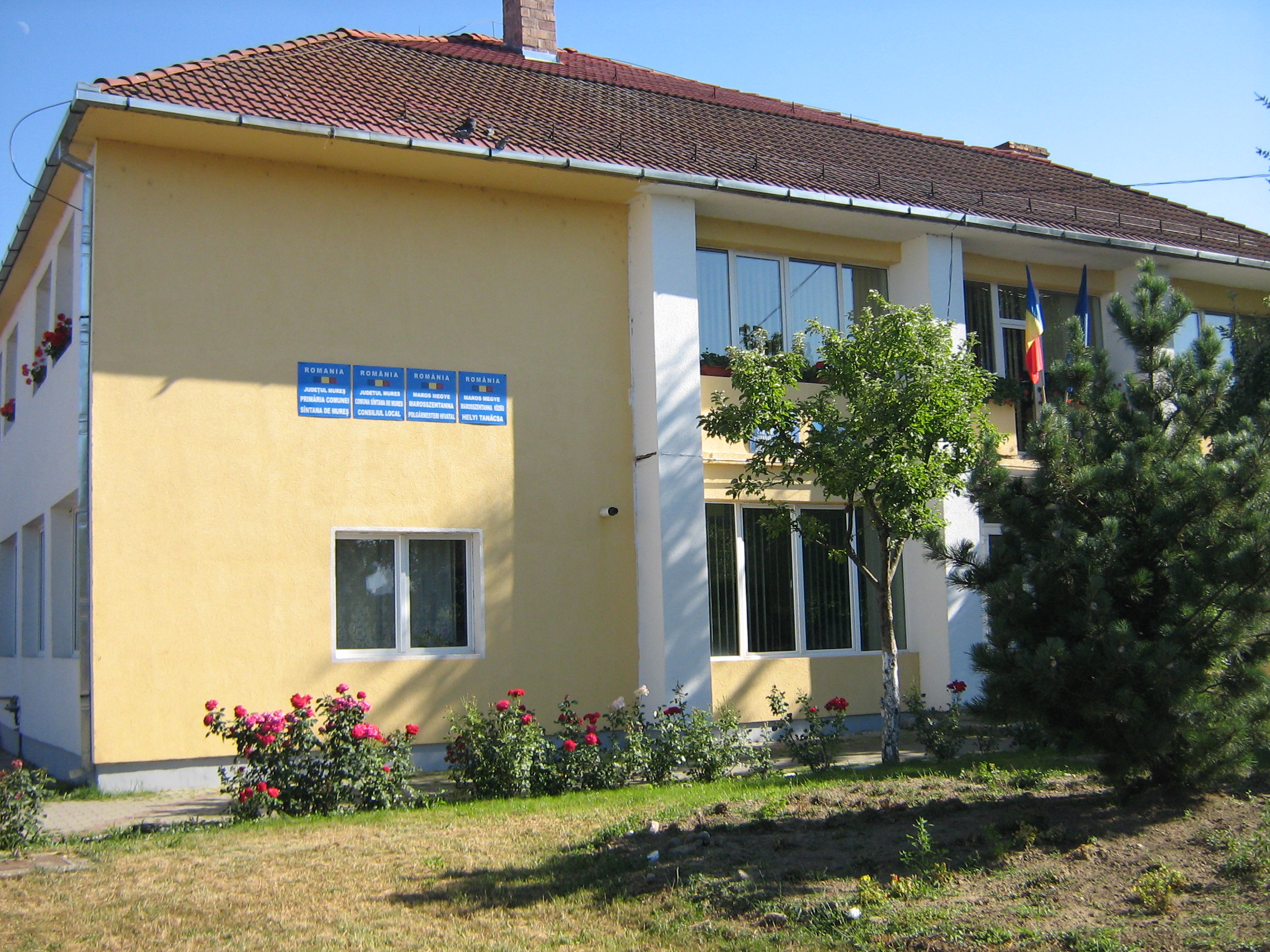
Rathaus

## Persönlichkeiten
- Ion Chinezu (1894–1966), Schriftsteller[10]